# Schöngeising
Schöngeising è un comune tedesco di 1 893 abitanti, situato nel land della Baviera.
È gemellato col paese di Lallio, in provincia di Bergamo.